# Craig Larman
Craig Larman (né en 1958) est un informaticien canadien spécialisé dans l'analyse et conception orientée objet ayant publié plusieurs livres dans ce domaine et travaillant pour la société Valtech.
Il est aussi entre autres l'inventeur des GRASP pattern.